# データベーススペシャリスト試験
データベーススペシャリスト試験（データベーススペシャリストしけん、英: Database Specialist Examination、略号: DB）は、情報処理の促進に関する法律第29条第1項に基づき経済産業大臣が行う国家試験である情報処理技術者試験の一区分である。試験制度のスキルレベル4（スキルレベルは1 - 4が設定されている）に相当し、高度情報処理技術者試験に含まれる。
対象者像は「データベースに関係する固有技術を活用し、最適な情報システム基盤の企画・要件定義・開発・運用・保守において中心的な役割を果たすとともに、固有技術の専門家として情報システムの企画・要件定義・開発・運用・保守への技術支援を行う者」。

## 概要
データベースの技術的な専門性を有することを認定する国家試験である。システムエンジニアの中でも主にデータベースの設計担当者や管理責任者、いわゆるデータ管理者（DA）、データベース管理者（DBA）の他、インフラエンジニアも対象とする。
試験対象者には、データベースの専門家として、企業活動を支える膨大なデータ群を管理し、パフォーマンスの高いデータベースシステムを構築して、顧客のビジネスに活用できるデータ分析基盤を提供できる能力が求められる。
対象業務の概念設計や論理設計といったシステム開発の上流工程のスキルが重視されるため、DBAよりもDA向けの能力認定試験としての傾向が強い。そのため、実務においてデータベース製品特有の知識を保有しデータベースへの実装や保守・運用する能力を証明する為に、合格者はオラクルマスターなどのベンダー資格もあわせて保持していることが多い。
この試験は1988年（昭和63年）に創設されたオンライン情報処理技術者試験を起源とし、1994年（平成6年）よりデータベースに特化した試験区分として分割された。2001年（平成13年）にテクニカルエンジニア(データベース)試験に改称されたものの、2009年（平成21年）にデータベーススペシャリストの試験名称に戻され、現在に至る。
IT技術者向けの能力認定試験としては、ネットワークスペシャリスト試験と並んで昔から社会的な認知度・評価が高く、合格すると技術者として一定の水準に達したと見なされる。
基本情報技術者試験（旧・第二種情報処理技術者試験）や応用情報技術者試験（旧・第一種情報処理技術者試験）の上位試験にあたり、データベース技術の専門性を追求するために制定された試験である。

## 沿革
- 1988年（昭和63年） - オンライン情報処理技術者試験新設、秋期に年1回実施。
- 1993年（平成5年） - オンライン情報処理技術者試験はこの年をもって廃止、ネットワークスペシャリスト試験とデータベーススペシャリスト試験に分割。
- 1994年（平成6年） - データベーススペシャリスト試験は春期に実施。
- 2001年（平成13年） - 制度改正によりデータベーススペシャリスト試験からテクニカルエンジニア(データベース)試験と改称および形式変更。
- 2005年（平成17年） - 午前の試験時間延長及び出題数増加。
- 2009年（平成21年） - 制度改正により形式変更及び改称、「データベーススペシャリスト」の名称が復活。
  - また、同年情報セキュリティアドミニストレータとテクニカルエンジニア(情報セキュリティ)試験が統合し情報セキュリティスペシャリスト試験が実施されることになる。この試験は年に2回開催するため、データベーススペシャリスト試験を受験する前に情報セキュリティスペシャリスト試験の合格を目指す者が増えた[要出典]。また民間では各種ベンダー試験などの整備が進み同様に合格者が増加した[要出典]。これらが一因となりネットワークスペシャリスト試験ならびにデータベーススペシャリスト試験の受験者層のレベルが上昇し合格率の上昇を招いたとも考えられている[要出典]。
- 2020年（令和2年） - 午前II科目で情報セキュリティ分野からの出題が強化される。また、新型コロナウイルス（COVID-19）の影響により、2020年4月に予定されていた春期試験が中止となり、10月に「令和2年度10月試験」として秋期試験として実施。翌年以降も、秋期試験に時期を変更して実施。

## 形式
午前I
試験時間50分。四肢択一式（マークシート使用）で30問出題され全問解答。他の高度情報処理技術者試験と共通のスキルレベル3相当で、データベースとは関連が薄い「情報化と経営」、「システム監査」等も含めた全分野の問題が出題される。満点の60%を基準点とし、基準点以上で午前I試験通過となる。基準点に達しなかった場合は不合格で、午前II・午後I・午後IIは採点されない。
午前II
試験時間40分。四肢択一式（マークシート使用）で25問出題され全問解答。データベース関連問題（レベル4）が中心であるが、「コンピュータシステム」「情報セキュリティ」「開発技術」のレベル3も試験対象である。満点の60%を基準点とし、基準点以上で午前II試験通過となる。基準点に達しなかった場合は不合格で、午後I・午後IIは採点されない。
例年、データベース分野から20問程度、その他関連領域から5問程度出題される。
「情報セキュリティ」はデータベースセキュリティやアプリケーションセキュリティに関する内容を中心に出題される。2020年度（令和2年度）の試験より、「情報セキュリティ」はスキルレベル4かつ重点分野に引き上げられる予定である。
| 分類           | 午前Iと午前IIの両方で出題される領域 特に午前IIではスキルレベル4かつ重点分野                                                                                           | 午前Iと午前IIの両方で出題される領域 スキルレベル3                                     | 午前Iでのみ出題される領域（午前IIでは対象外） スキルレベル3 |
| -------------- | --- | ------------------------------------------------------------------------------------- | --- |
| テクノロジ系   | - データベース - 情報セキュリティ（データベースセキュリティ、アプリケーションセキュリティなど）：2020年度（令和2年度）よりスキルレベル4かつ重点分野に引き上げられる。 | - コンピュータ構成要素、システム構成要素 - システム開発技術、ソフトウェア開発管理技術 | - 基礎理論（離散数学、応用数学、アルゴリズム、プログラミングなど） - ハードウェア、ソフトウェア - ヒューマン・インタフェース・デバイス、マルチメディア - コンピュータネットワーク |
| マネジメント系 | |                                                                                       | - プロジェクトマネジメント - ITサービスマネジメント、システム監査 |
| ストラテジ系   | |                                                                                       | - システム戦略、システム企画 - 経営戦略マネジメント、技術戦略マネジメント、ビジネスインダストリ - 企業活動、法務                                                                  |

午後I
試験時間90分。データベース基礎理論、データベース設計、DBMSの保守・運用など中規模の問題が3問出題され、2問を選択して解答。満点の60%を基準点とし、基準点以上で午後I試験通過となる。基準点に達しなかった場合は不合格で、午後IIは採点されない。
午後II
試験時間120分。業務分析からデータベース設計、運用（パフォーマンスチューニングを含む）までを扱う事例解析問題が2問出題され1問を選択して解答する。満点の60%を基準点とし、基準点以上で最終的に合格となる。基準点に達しなかった場合は不合格。
科目免除
下記の試験に合格又は基準点を得れば2年間、午前Iの科目免除が受けられる。
- 応用情報技術者試験に合格すること。
- いずれかの高度情報処理技術者試験に合格すること。
- 情報処理安全確保支援士試験に合格すること。
- いずれかの高度情報処理技術者試験の午前Iに基準点以上を得ること。
- 情報処理安全確保支援士試験の午前Iに基準点以上を得ること。

## 合格者の特典
- 合格又は午前Iに基準点以上を得れば2年間、他の高度情報処理技術者試験及び情報処理安全確保支援士試験の午前Iの科目免除が受けられる。
- 科目免除又は任用資格、これには従前のテクニカルエンジニア(データベース)を含む。
  - 弁理士試験の科目免除（理工V・情報）
  - 技術士試験（情報工学部門）の科目免除（第一次試験専門科目）[6]
  - ITコーディネータ（ITC）試験の科目免除
  - 技術陸曹・海曹・空曹及び予備自衛官補（技能公募）の任用資格
  - 警視庁特別捜査官など都道府県警察の4級職（警部補）のサイバー犯罪捜査官の任用資格
  - 中央省庁の4級職～6級職CIO補佐官（主査,課長補佐,班長,企画官,調査官）等の職員の任用資格
  - 各独立行政法人の情報技術関連職員の任用資格
- 本試験は官公庁での階級評価試験として、また大手メーカ、金融機関、シンクタンク、大手情報サービス業などの階級評価や昇格試験、報奨一時金、昇給などの要件として採用されている。また、警察、自衛隊以外の官公庁でも合格者を職員として採用することがある[要出典]。

## その他
- IT人材育成センター国家資格・試験部の統計資料による累計値

| 区分                                 | 区分                                 | 受験者数（人） | 合格者数（人） | 合格率（%） |
| ------------------------------------ | ------------------------------------ | -------------- | -------------- | ----------- |
| データベーススペシャリスト           | 1994年度秋期～2000年度               | 40,430         | 3,086          | 7.6         |
| テクニカルエンジニア（データベース） | テクニカルエンジニア（データベース） | 95,342         | 8,528          | 8.9         |
統計資料の応募者・受験者・合格者の推移表において、上記の数値は本試験に計上されている（オンライン情報処理技術者はネットワークスペシャリストに計上）。